# Museu de la ciutat de Bratislava
El Museu de la ciutat de Bratislava (en eslovac: Múzeum mesta Bratislavy) és un museu a Bratislava, Eslovàquia, establert el 1868. La seva seu està situada en el nucli antic, prop de la Plaça d'Armes a la Ciutat Vella. El museu és propietat d'una de les 11 organitzacions de la ciutat de Bratislava.
Documenta la història de Bratislava, des dels primers períodes fins al segle xx. És el museu més antic en operació contínua a Eslovàquia, un país creat recentment el 1993. El Museu de la Ciutat de Bratislava administra nou museus especialitzats amb nou exposicions permanents en tota la ciutat.